# Eberhard Klunker
Eberhard Klunker (* 16. April 1952 in Herzberg (Mark)) ist ein deutscher Fusion-Gitarrist und Komponist.

## Leben und Wirken
Klunker ist Autodidakt und wurde 1971 – mit gerade 19 Jahren – Nachfolger des Gitarristen Hansi Biebl bei der Modern Soul Band. Parallel dazu erwarb er einen Berufsausweis als Profi-Musiker in der Musikschule Friedrichshain. Durch die Modern Soul Band lernte er Klaus Lenz kennen und unternahm mit dessen Bigband zahlreiche Tourneen durch die DDR, bei denen auch die Sängerinnen Veronika Fischer, Christiane Ufholz und Uschi Brüning sowie der Sänger Klaus Nowodworski mitwirkten. Kurze Zeit war er bei Theo Schumann engagiert und wechselte dann 1974 zur Hansi Biebl Blues Band, mit der er 1975 die LP Savannah aufnahm.
Anfang September 1975 unternahm er mit seinem Freund, dem Schlagzeuger und Gitarristen Olaf Wegener, der ebenfalls zur Hansi Biebl Blues Band gehörte, eine spektakuläre Flucht aus der DDR. Beide ruderten bei Einbruch der Dunkelheit von der Insel Poel mit einem Schlauchboot bis zur Lübecker Bucht, wo sie am folgenden Tag in der Nähe von Dahme wieder an Land gingen. Sie benötigten für die zurückgelegte Strecke von etwa 40 Kilometern insgesamt 16 Stunden.
Eberhard Klunker nahm anschließend in West-Berlin seinen Wohnsitz, wo er mit anderen DDR-Flüchtlingen die Band Windminister gründete, die ihren ersten Auftritt am 12. Januar 1980 im Quartier Latin in der Potsdamer Straße 96 absolvierte. Er lebt heute in Berlin-Marienfelde und tritt zumeist mit akustischer Gitarre auf, häufig auch solo.

## Diskographie (Auswahl)
- 1995: Savannah, mit der Hansi Biebl Blues Band
- 2005: Bootsmann, mit Windminister
- 2010: Live 2010, mit Christiane Ufholz[1]
- 2014: Beautiful Machines, mit Christiane Ufholz
- 2015: Lietzensee, solo, Mons Records
- 2018: Sixteen, solo, 7Jazz